# Prospère Sénat
Prospère L. Sénat (? – ?) francia vívó, olimpikon.

## Élete
Először olimpián az 1900. évi nyári olimpiai játékokon, Párizsban indult két vívószámban: tőrvívásban 6. lett, míg párbajtőrvívásban és helyezés nélkül zárt.
Utoljára olimpián az 1906. évi nyári olimpiai játékokon, Athénban indult, amit később nem hivatalos olimpiává nyilvánított a Nemzetközi Olimpiai Bizottság. Ezen az olimpián egy vívószámban indult: tőrvívásban és helyezés nélkül zárt.
Klubcsapatai a L’Ecole d'escrime de Joinville és a Société d'Escrime à l’Épêe de Paris voltak.